# بوبي هوغ (لاعب كرة قدم)
بوبي هوغ (بالإنجليزية: Bobby Hogg)‏ هو لاعب كرة قدم أسترالي، ولد في 17 أبريل 1947. شارك مع منتخب أستراليا لكرة القدم. أما مع النوادي، فقد لعب مع نادي ستنهاوسموير ونادي ماذرويل ونادي هيبرنيان.